# Xiaomi
Xiaomi Corporation (xinès simplificat: 小米, pinyin: Xiǎomǐ), comunament coneguda com Xiaomi i registrada a Àsia com a Xiaomi Inc., és una empresa de la República Popular de la Xina de capital privat fundada el 2010 a Pequín.

## Història
El 6 d'abril de 2010, Lei Jun va fundar Xiaomi Inc, una empresa tecnològica que fabrica telèfons intel·ligents, aplicacions mòbils i altres aparells electrònics de consum. Els seus cofundadors inclouen a:
- Lin Bin, vicepresident de l'Institut d'Enginyeria de Google China;
- Dr. Zhou Guangping, director sènior del Centre d'Investigació i Desenvolupament de Motorola de Pequín;
- Liu De, cap de Departament de Disseny Industrial de la Universitat de Ciència i Tecnologia de Pequín;
- Li Wanqiang, director general del diccionari Kingsoft;
- Wong Kong-Kat, director de desenvolupament principal;
- Hong Feng, Senior Product Manager de Google China.

La companyia ha creat una cartera diversa de productes, des de telèfons, tauletes, televisors, enrutadors, bancs d'energia i auriculars, fins a purificadors d'aire i aigua, fins i tot robots aspiradors i scooters.
El desembre de 2014, Xiaomi ja havia recaptat més de mil milions de dòlars i es valorava en 45 mil milions de dòlars.
Lei Jun i la seva empresa Xiaomi Inc. ja han invertit en més de 70 empreses emergents i planeja invertir en més per tal d'ajudar a expandir Xiaomi Inc. i fer créixer exponencialment el seu ecosistema.

## Sistema operatiu
Des del moment que es va fundar la companya, Xiaomi utilitzava "Miui" als seus dispositius, una capa de personalització basada en Android, però a partir de 2024 començarà a implementar als nous dispositius i a una part dels antics el nou sistema operatiu "HyperOS". Tot i estar està basat en Android aquest canviarà l'experiència a l'usuari, permetent la retrocompatibilitat entre els diferents dispositius de la marca (telèfons, tauletes, ordinadors...).